# Eucereon carabayana
Eucereon carabayana är en fjärilsart som beskrevs av William Schaus 1905. Eucereon carabayana ingår i släktet Eucereon och familjen björnspinnare. Inga underarter finns listade i Catalogue of Life.